# 安德森峰 (埃爾斯沃思地)
安德森峰（英語：Anderson Summit）是南極洲的山峰，座標 ，位於埃爾斯沃思地，屬於蒂爾山脈的一部分，海拔高度2,810（9,220英尺），以美國地質調查局的地質學家命名，現時由南極條約體系管理。